# انتاریوی مرکزی
انتاریوی مرکزی (به انگلیسی: Central Ontario) یک زیر منطقه در کانادا است که در استان انتاریو واقع شده است.

## خصوصیات
انتاریوی مرکزی ۳۹٬۸۱۴ کیلومترمربع مساحت و ۱٬۰۳۵٬۷۹۲ نفر جمعیت دارد.